# Варенцов, Виктор Гаврилович
Виктор Гаврилович Варенцов (20 октября [1 ноября] 1825, Вятка — 1 [13] апреля 1867, Мессина) — педагог и собиратель произведений народного творчества; профессор русской литературы в Казанском университете.

## Биография
В 1841 году окончил с золотой медалью Вятскую гимназию и поступил в Казанский университет, из которого был выпущен в 1845 году со степенью кандидата русской словесности. Преподавал в Пермской гимназии, затем в Пензенских гимназиях и дворянском институте (1848—1854); с 1854 года — в Саратовской гимназии. С 16 марта 1857 года он — инспектор Нижегородского дворянского института, но уже с 21 ноября того же года стал исполнять должность адъюнкта кафедры русской словесности Казанского университета (вместо неудавшейся попытки занять эту кафедру А. Н. Пыпиным).
Назначенный с 29 марта 1860 года директором училищ Самарской губернии и Самарской гимназии, он собирал в этом крае народные песни и сказания; по оставлении, из-за ухудшившегося здоровья, Самарской гимназии он много путешествовал за границей. Был назначен осенью 1863 года директором Керченской гимназии, а в следующем году — инспектором Одесского учебного округа.
В начале 1867 года вышел по болезни в отставку и уехал на лечение за границу, где и умер 1 (13) апреля 1867 года — в Мессине.
В «Русской беседе» помещал переводы с разных славянских языков. Был одним из первых, возбудивших в России интерес к детским садам.
Ему принадлежат следующие труды:
- «Сборник песен Самарского края» (СПб., 1862);
- «Сборник русских духовных стихов» (СПб., 1860; в сборнике этом имеются и раскольничьи стихи);
- «О народном образовании в Швейцарии» («Журн. Мин. Нар. Просв.», ч. 117 и 119);
- «О приютах и детских школах и о детских садах Фр. Фребеля» (там же, ч. 119);
- «О народной грамотности в Самарской губернии» (там же, ч. 120) и др.